# Premis del Sindicat Nacional de l'Espectacle de 1941
Els primers Premis Nacionals de Cinematografia concedits pel Sindicat Nacional de l'Espectacle corresponents a 1940 es van fer públics el 2 d'abril de 1941, i entregats juntament amb els de teatre i música després de Setmana Santa d'aquell any.
Es tracta dels premis cinematogràfics més antics concedits a l'Estat espanyol. El jurat que concedia els premis només tenia en compte «pel·lícules de producció totalment espanyola realitzades també a territori nacional». Es van entregar premis a la millor pel·lícula, millor director, millor guió, millor actor i millor actriu.

## Guardonats de 1941
| Categoria         | Premiat                   | Labor premiada          |
| ----------------- | ------------------------- | ----------------------- |
| Millor pel·lícula | La Dolores                | Florián Rey             |
| Millor actor      | Jesús Tordesillas         | La malquerida           |
| Millor actriu     | Josita Hernán             | La tonta del bote       |
| Millor guió       | Rafael Gil                | La gitanilla            |
| Millor director   | Eusebio Fernández Ardavín | La florista de la reina |